# Патрульные корабли типа «Kantang»
Патрульные корабли типа «Kantang» — патрульные корабли в составе ВМС Таиланда времён Второй мировой войны. Фактически представляли собой малые миноносцы для действия в прибрежных водах (попытка возвращения к идеям 19 века на новом техническом уровне). 
Корабли этого типа отличались низкой скоростью и мореходностью, но также и умеренной стоимостью.
Первые три корабля были построены в Японии и пробыли в строю более 40 лет. Дополнительно, в середине 1950-х на верфи в Бангкоке был построен четвертый корабль этого класса.

## Представители проекта
| Название   | Закладка | Спуск на воду | Вступление в строй | Судьба        |
| ---------- | -------- | ------------- | ------------------ | ------------- |
| «Kantang»  | 1936     | 26.3.1937     | 21.6.1937          | Списан в 1976 |
| «Klongyai» | 1936     | 26.3.1937     | 21.6.1937          | Списан в 1976 |
| «Takbai»   | 1936     | 26.3.1937     | 21.6.1937          | Списан в 1973 |
| «Sattahip» | 1957     |               | 1958               | Списан в 1981 |